# جورج دافيد بيركهوف
جورج دافيد بيركوف (بالإنجليزية: George David Birkhoff)‏ (ولد في 21 مارس عام 1884 وتوفي في 12 نوفمبر عام 1944) كان عالم رياضيات أمريكي اشتهر بما يعرف بنظرية إرجوديك. كانت بيركوف واحدًا من أهم رواد الرياضيات الأمريكية في عصره، وخلال حياته اعتبر من قبل كثيرين عالم الرياضيات الأمريكي الأبرز.
عُيّن منزله في كامبريدج بولاية ماساتشوستس معلمًا تاريخيًا وطنيًا.

## حياته الشخصية
ولد بيركوف في بلدة أوفرسيل بولاية ميشيغان، ابنًا لديفيد بيركوف وجاين جيرترود دروبرز. كان عالم الرياضيات غاريت بيركوف ابنه.

## مسيرته المهنية
حصل بيركوف على درجتي البكالوريوس والماجستير في الآداب من جامعة هارفارد. أكمل دراسة الدكتوراه في عام 1907 حول المعادلات التفاضلية في جامعة شيكاغو. في حين كان إي. إتش مور مشرفًا عليه، إلا أنه كان أكثر تأثرًا بكتابات هنري بوانكاريه، بعد دراسته في جامعة ويسكونسن ماديسون وجامعة برينستون، درّس في جامعة هارفارد منذ عام 1912 وحتى وفاته.

### الجوائز والتشريفات
في عام 1923، مُنح جائزة بوشير التذكارية من قبل جمعية الرياضيات الأمريكية لبحثه عام 1917 المتضمن، إلى جانب أمور عدة، ما يعرف الآن بعملية تقصير منحنى بيركوف.
انتُخب عضوًا في الأكاديمية الوطنية للعلوم، والجمعية الأمريكية للفلسفة، والأكاديمية الأمريكية للفنون والعلوم، والأكاديمية الفرنسية للعلوم، والأكاديمية البابوية للعلوم، وجمعيتي لندن وأدنبره الرياضيتين.
تُمنح جائزة جورج ديفيد بيركوف في الرياضيات التطبيقية على شرفه من قبل جمعية الرياضيات الأمريكية وجمعية الرياضيات الصناعية والرياضيات التطبيقية.

### خدمته
- نائب رئيس جمعية الرياضيات الأمريكية، 1919.
- رئيس جمعية الرياضيات الأمريكية بين عامي 1925 و1926.
- محرر معاملات جمعية الرياضيات الأمريكية بين عامي 1920 و1924.

## عمله
في عام 1912، محاولًا حل مسألة الألوان الأربعة، قدم بيركوف متعدد الحدود اللوني. على الرغم من أن جهوده لم تكن مثمرة، إلا أن النظرية أصبحت موضوعًا هامًا للدراسة في نظرية الرسم البياني الجبري.
في عام 1913، أثبت «آخر نظرية هندسية» لبوانكاريه، وهي حالة خاصة لمسألة الأجسام الثلاث، ما جعله مشهورًا على مستوىً عالمي. نشر عام 1927 كتابه بعنوان «الأنظمة الديناميكية». كتب عن أسس النسبية وميكانيكا الكم، ونشر (بالتعاون مع إي. آر، لانجر) دراسة علمية في موضوع النسبية والفيزياء الحديثة عام 1923. في عام 1923، أثبت بيركوف أيضًا أن هندسة شوارزشيلد هي الحل التناظري الفريد لمعادلات أينشتاين للمجال. نتيجة لذلك فإن الثقوب السوداء ليست مجرد فضول رياضي، بل إنها قد تنشأ من أي نجم كروي لديه كتلة كافية.
كانت النتيجة الأكثر رسوخًا لبيركوف هي اكتشافه في عام 1931 لما يعرف اليوم بنظرية إرجوديك. جامعةً بين رؤىً من الفيزياء حول فرضية إرجوديك ونظرية القياس، حلت هذه النظرية، على الأقل من حيث المبدأ، مشكلة أساسية في الميكانيكا الإحصائية. كان لنظرية إرجوديك أيضًا تداعيات على الديناميكية، ونظرية الاحتمالات، ونظرية الزمرة، والتحليل الدّالي. عمل أيضًا على نظرية الأرقام، ومسألة ريمان هيلبرت، ومبرهنة الألوان الأربعة. اقترح تبسيطًا للهندسة الإقليدية يختلف عن تبسيط هيلبرت، توج هذا العمل بنصه «الهندسة الأساسية» (1941).
في سنواته الأخيرة، نشر بيركوف عملين مثيرين للفضول. اقترح كتابه «مقياس الجماليات» لعام 1933 نظرية رياضية للجماليات. خلال كتابته هذا الكتاب، أمضى سنة في دراسة الفن والموسيقى والشعر لمختلف الثقافات حول العالم. جمع كتابه لعام 1933 بعنوان «الكهرباء كسائل» أفكاره حول الفلسفة والعلوم. كانت نظريته للجاذبية عام 1943 محيرة أيضًا، إذ كان بيركوف يعلم (لكن لم يبدو أنه كان يكترث) بأن نظريته تسمح أن تكون المصار مادة فقط، والتي هي سائل مثالي، حيث سرعة الصوت تساوي سرعة الضوء.

## روابط خارجية
- جورج دافيد بيركهوف على موقع الموسوعة البريطانية (الإنجليزية)
- جورج دافيد بيركهوف على موقع إن إن دي بي (الإنجليزية)